# Gephyromantis decaryi
Espèce
Synonymes
- Mantidactylus decaryi (Angel, 1930)

Statut de conservation UICN

 NT  : Quasi menacé
Gephyromantis decaryi est une espèce d'amphibiens de la famille des Mantellidae.

## Répartition

Aire de répartition de Genre espèce.

Cette espèce est endémique de Madagascar. Elle se rencontre entre 700 et 1 050 m d'altitude dans plusieurs localités du Sud-Est de l'île, entre la commune de Ranomafana et le parc national de Midongy du Sud.

## Étymologie
Cette espèce est nommée en l'honneur de Raymond Decary.

## Publication originale
- Angel, 1930 : Sur la validité du genre Gephyromantis (Batraciens) et diagnoses de deux espèces et d'une variété nouvelle de ce genre. Bulletin de la Société Zoologique de France, vol. 55, no 7, p. 548-553.